# Żabno (powiat starogardzki)
Żabno (niem. Saaben) – wieś kociewska w Polsce położona w województwie pomorskim, w powiecie starogardzkim, w gminie Starogard Gdański przy trasie zlikwidowanej linii kolejowej Starogard Gdański-Skarszewy. W latach 1975–1998 miejscowość administracyjnie należała do województwa gdańskiego.

## Historia
Ślady wskazują, że ludzie mieszkali na tych ziemiach w epoce wczesnego żelaza.
Źródła historyczne wspominają, że w 1570 było tu stosunkowo nieźle rozwinięte warzywnictwo i ogrodnictwo. Pod koniec XVI w. wieś mogła poszczycić się jedną karczmą. Całkowitego zniszczenia wsi dokonały wojska szwedzkie w latach 1626-1629, oraz szczególnie w latach 1655-1660. Straty były tak wielkie, że w 1664 w Żabnie nie odbudowano jeszcze ani jednego domu. Dopiero pod koniec XVII w. lub na początku XVIII w. na opuszczonych gruntach wsi Żabno powstał folwark pod tą samą nazwą. Pod koniec XVIII w. głównym zajęciem ludności Żabna był spław budulca na rzece Wierzycy. W 1928 wieś liczyła 429 mieszkańców. Jesienią 1950 jeden z miejscowych gospodarzy, niejaki pan Szewiel, odkrył na polach pod Żabnem grób skrzynkowy z popielnicami, co świadczy o wspomnianym, dawnym pochodzeniu osady.

## Teraźniejszość
Obecnie tereny dawnego Żabna są podzielone; wschodnia część dawnej wsi jest dzielnicą Starogardu Gdańskiego, natomiast jej zachodnia część jest sołectwem Żabno i należy do gminy wiejskiej. Zachodnia część dawnego Żabna, czyli obecna wieś, charakteryzuje się średnio rozwiniętym rolnictwem i dużym zróżnicowaniem terenu, co jest ewenementem w tym krajobrazie.

## Demografia
Wieś Żabno ma 237 mieszkańców, z czego 48,9% stanowią kobiety, a 51,1% mężczyźni. 61,6% mieszkańców wsi Żabno jest w wieku produkcyjnym, 25,3% w wieku przedprodukcyjnym, a 13,1% mieszkańców jest w wieku poprodukcyjnym. 